# Dina Alma de Paradeda
Dina Alma de Paradeda, imię przypisane przy urodzeniu Alfredo (ur. 1871 r., zm. 8 grudnia 1906 r. we Wrocławiu) – brazylijska transpłciowa kobieta, pierwsza udokumentowana transpłciowa kobieta żyjąca w Europie Środkowo-Wschodniej.

## Życiorys
Urodziła się w 1871 r., przy urodzeniu przypisano jej imię Alfredo. Była dzieckiem Brazylijki i hiszpańskiego hrabiego, który pełnił funkcję konsula w Rio de Janeiro. Miała co najmniej jednego brata. Po śmierci ojca, matka wyszła ponownie za mąż, za niemieckiego lekarza mieszkającego w Brazylii.
Nie wiadomo, kiedy dokładnie przybyła do Europy. W latach 1899–1900 de Paradeda był czołową postacią na berlińskich salonach, wzbudzała zainteresowanie umiejętnością gry na fortepianie, talentem do dekorowania kapeluszy oraz elegancją w zakresie mody. Podczas jednego z nich poznała w 1903 r. Magnusa Hirschfelda. Wkrótce potem wyjechała do Paryża, gdzie znana była jako hrabina de Paradeda. Tam poznała niemieckiego nauczyciela Edgara Töpfera, który przyjechał tam uczyć się języka francuskiego. 28 października 1906 r. de Paradeda opuściła Paryż i przeniosła się do Wrocławia, gdzie zamieszkała jako narzeczona Töpfera. Tam w wyniku śledztwa jego znajomych wyszła na jaw prawda o płci przypisanej jej przy urodzeniu. Po zerwaniu zaręczyn Töpfer doniósł na byłą narzeczoną na policję, prawdopodobnie ze względu na próbę włamania do jego mieszkania.
Zmarła 8 grudnia 1906 r. we Wrocławiu śmiercią samobójczą, zażywszy truciznę podczas badania lekarskiego. Lekarz obecny przy zajściu zbadał ciało i ujawnił jej transpłciowość. Zdarzenie to było potem szeroko opisywane w prasie. De Paradeda była za sprawą okoliczności swojej śmierci jedną z pierwszych udokumentowanych, znanych z imienia i nazwiska transpłciowych kobiet.
W 1907 roku urząd miasta wystawił jej rzeczy na aukcję, prawdopodobnie została pochowana w nieoznaczonym grobie. 